# 中津屋村 (岐阜県)
中津屋村（なかつやむら）は、かつて岐阜県郡上郡に存在した村である。
現在の郡上市白鳥町中津屋に該当する。

## 歴史
- 1889年（明治22年）7月1日 - 町村制により中津屋村が発足。
- 1897年（明治30年）4月1日 - 白鳥村、為真村、大島村、越佐村と合併し、上保村が発足。同日中津屋村は廃止。

## 教育
- 1897年当時は、白鳥村の白鳥尋常小学校（現・郡上市立白鳥小学校）への通学であった。現在、中津屋地区にある郡上市立大中小学校は1919年に大中尋常小学校[2]として白鳥尋常小学校から独立したものである。